# Ferdinand Noßberger
Ferdinand Noßberger-Schalk (* 1817 in Krumau; † 27. Mai 1891 in Linz) war ein österreichischer Schnurmacher, Wohltäter und Linzer Gemeinderat.
Noßberger-Schalk, Sohn eines Stadtarztes in Krumau, erlernte den Beruf eines Schnurmachers. Nachdem er seine Ausbildung abgeschlossen hatte, übersiedelte er nach Linz und wurde Handlungsbuchhalter im Schalk'schen Schnürwarengeschäft, welches sich am Hauptplatz 29 in Linz befand. Schließlich übernahm er das Unternehmen, nachdem er die Tochter des Geschäftsinhabers geheiratet hatte.
Neben seiner Mitgliedschaft im Linzer Gemeinderat von 1857 bis 1861 unterhielt er noch viele weitere Funktionen. Der wohltätige Geschäftsmann machte auch bedeutende Stiftungen. So erhielt bereits ein Jahr nach seinem Tod die Straße ihren Namen.

## Ehrung
- 1892 wurde die Noßbergerstraße, eine Sackgasse an der Kreuzung Eisenhandstraße/Körnerstraße nach ihm benannt.